# La Poudre d'escampette
La Poudre d'escampette is een Frans-Italiaanse film van Philippe de Broca die werd uitgebracht in 1971.
Het scenario is gebaseerd op de roman La route au soleil van Robert Beylen. 

## Samenvatting
Noord-Afrika, 1942. Valentin is een Franse zwarthandelaar die zich vanuit Tunis inlaat met wapensmokkel. Terwijl hij met zijn oude gammele boot aan het varen is tussen Libië en Tunesië neemt hij Basil, de Engelse piloot van een neergehaald vliegtuig, aan boord. Terug op het vasteland wordt Valentin door de Italianen van sabotage beschuldigd. 
Geholpen door Lorène, de echtgenote van een Zwitsers diplomaat in Tunis, slagen Valentin en Basil erin uit de handen van het Italiaans leger te blijven. Met zijn drieën vluchten ze de Libische woestijn in.

## Rolverdeling
| Acteur         | Personage                    |
| -------------- | ---------------------------- |
| Marlène Jobert | Lorène                       |
| Michel Piccoli | Valentin                     |
| Michael York   | Basil                        |
| Louis Velle    | Paul-Émile                   |
| Amidou         | Ali                          |
| Didi Perego    | Renata                       |
| Jean Bouise    | de man van het terras        |
| Gene Moyle     | de Engelse majoor            |
| Alan Scott     | de Engelse vliegtuigofficier |
| Hans Verner    | majoor Becker                |